# Kékes község
Kékes község (románul: Comuna Chiochiș) község Beszterce-Naszód megyében, Romániában. Központja Kékes, beosztott falvai Aranyosszentmiklós, Buzaifogadók, Cente, Dellőapáti, Ketel, Magyarborzás, Mezőveresegyháza, Mányik, Szászzsombor.

## Népessége
A 2011-es népszámlálás adatai alapján a község népessége 3086 fő volt.